# ラリアット

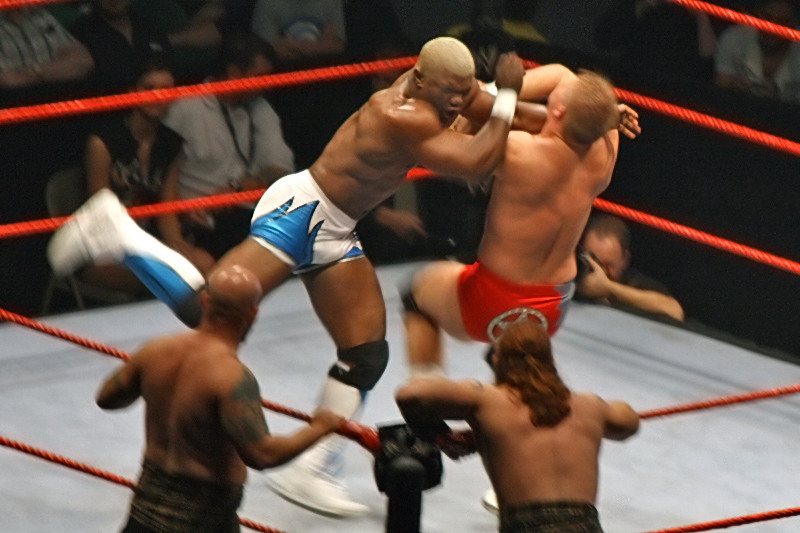
シェルトン・ベンジャミンによるラリアット（クローズライン）。

ラリアット（Lariat）は、プロレス技の一種である。ラリアートと表記される場合もある。アメリカ合衆国ではクローズライン（Clothesline）、メキシコではアンティプラソと呼ばれている。

## 概要
片腕を横方向へと突き出して肘の内側を相手の首に叩きつける。1970年代後半、新日本プロレスにおいてスタン・ハンセンがウエスタン・ラリアット（西部式投げ縄打ち）の名称で公開して以降、日本で広く使用されるようになった。アメリカでは同型の技がクローズラインとして普及しているが、ハンセンは「ラリアットは自身のアメリカンフットボール経験を活かしたオリジナル技であり、激突時の衝撃を吸収する柔軟かつ強靭な下半身が必要」という。アメリカンフットボールのテクニックとしては、現在のルールでは禁止されているハイタックルの応用であり、腕を相手の首に当てると同時にそこを作用点として押し倒す技でもある。やがてラリアットはハンセンの代名詞的フィニッシュ・ホールドとなり、ハンセンは日本でスーパースターの地位を築いた。技を編み出す際の逸話として「ハンセンが全日本プロレスに初来日した際、ジャイアント馬場のランニング・ネックブリーカー・ドロップを見てヒントにした」などという俗説があるが、前述の通りハンセンは否定している。
アメリカではブラックジャック・マリガン、マスクド・スーパースター、ビッグ・ジョン・スタッドなど、1970年代後半にハンセンと同じテリトリー（WWWF、ジョージア、ミッドアトランティックなど）で活動していた大型レスラーもラリアット（クローズライン）を使用することがあった。マスクド・スーパースターは得意技であるフライング・ネックブリーカー・ドロップについて、日本のプロレス雑誌のインタビューにおいて、「1976年頃、ハンセンのウエスタン・ラリアットを見たマネージャーのグレート・マレンコのアドバイスで使用するようになった」と語っている。
1980年代に入ると、ラリアットはハンセン以外のレスラーにも使用されるようになる。新日本プロレスでハンセンのタッグパートナーを務めていたハルク・ホーガンは、ハンセンの新日本離脱後、改良型ラリアットをアックスボンバーという名称で日本でのフィニッシュ・ホールドとした。肘の角度と打点にラリアットとの差異があるとされ、見方によっては変形のエルボー・バットとも言える。
ジョン・ブラッドショー・レイフィールドのクローズライン・フロム・ヘルは、フットボールで鍛えたダッシュ力を活かし、体ごとぶち当たる勢いで突進して腕を振り抜き相手の首に叩きつける。レイフィールドは同郷の先輩レスラーであるハンセンを尊敬しており、ハンセンと同様にカウボーイのギミックを用いていたこともあるが、ラリアットに関してはテリー・ゴディの打ち方を参考にしたと語っている。
日本のプロレス界において1970年代までは、特定のレスラーが用いるフィニッシュ・ホールドやオリジナル・ホールドは、他のレスラーは使ってはいけないという暗黙のルールがあった。しかし、アントニオ猪木が対ハンセン戦で掟破りの逆ラリアットを決めてみせた。そうした中、長州力はハンセンのラリアットを何度も浴びて撃沈されていた。その破壊力を身をもって知っていた長州は、ラリアットを自身の必殺技に出来ないものかと思案した結果、ハンセンの新日本プロレス離脱後の1982年1月1日、後楽園ホール大会においてアニマル浜口を相手にラリアットを初公開した。後に長州は藤波辰爾との抗争を通して、自身がロープに向かって走り込み、その反動を利用した打ち方をリキ・ラリアットの名称で使用。以降、自身のフィニッシュ・ホールドとして確立した。
全日本プロレスでは長州同様に上背のない阿修羅原が同じようにハンセンからラリアットによって倒され続けた後に、これを真似てヒットマン・ラリアットの名称で使用。その後、日本では様々なレスラーのラリアットにレスラーのリングネームやニックネームに関連した名称が付けられた（ラッシャー木村のラッシング・ラリアット、ジャンボ鶴田のジャンボ・ラリアットなど）が、多くのレスラーがラリアットを使用するようになった1990年代以降は一部の例外を除いて単にラリアットと呼ばれている。
2000年代にはラリアットは強靱な上半身を誇る佐々木健介、小橋建太、小島聡、高岩竜一、潮崎豪らがフィニッシュ・ホールドとして使用している他に繋ぎ技として多くのレスラーが使用している。
橋本真也は海外遠征から日本に帰国した頃を除いてラリアットを試合で繰り出すことはなかった。同じく海外遠征をしていた蝶野正洋と武藤敬司も試合でラリアットを使うことはほとんど無い（武藤はラリアットを「ただ腕を横に出すだけ」と評している。ただし、武藤の化身であるグレート・ムタは花道で使用する花道ラリアットを得意技としていた）。
ハンセンは多くのレスラーがラリアットを使用していることについて「皆が使いたがるのは、この技がいい技である証拠だ」とコメントしており、不快感を抱いたりはしていない（ただし、1990年6月にハンセンが一時的に新日本プロレスに復帰して長州とタッグを組んだ 際に「ラリアット・コンビ」と話題になった時は少なくともストーリー上では不快感を露わにしている）。ハンセンが相手のラリアットで負けたことも何度かある。

## 受け方
ラリアットは食らった相手が倒れる際、後頭部に高い衝撃がかかるため、通常は打たれたら後ろ受け身をとる場合がほとんどである。だが、後ろ受け身の他に以下のような受け方をするレスラーもいる。
- 真正面から受けて倒れずに挑発して更にラリアットを打つのを促したり、自身がラリアットを打ちにいったりする。パワーレスラー同士の対戦では打ち合いになることもある。
- 回転して（半回転から1回転半）受身をとる。身体能力が優れていて受け身がうまいレスラーが使用している。後頭部の強打を防ぐだけでなく相手のラリアットの威力を引き立たせる効果がある。パット・タナカがニコライ・ボルコフのラリアットを受けた際に勢いがつき過ぎて腕を軸にして後方1回転する形になったことから多用するようになり、広まった受け方だといわれている（中邑真輔の腕ひしぎ逆十字固めへの切り返しも、このパターンの応用）。

受けない場合のバリエーションには次のようなものがある。
- 屈んで相手の腕の下をくぐり抜ける。
- 飛ばされたときにロープをつかんで戻って来ないようにする。
- こちらもラリアットを打つ（アントニオ猪木の有名な掟破りの逆ラリアット）。
  - ラリアットを得意技とするレスラー同士の場合はラリアットをラリアットで迎撃する場合もある。
- ラリアットに来る腕を取って脇固めを仕掛ける。
- ラリアットに来る腕にカウンターキックを打つ（1984年7月31日、全日本プロレスの蔵前国技館大会で行われたPWFヘビー級選手権試合でジャイアント馬場がスタン・ハンセンから勝利した際に使用していた）。
- ラリアットに来る腕に袈裟斬りぎみにラリアットを打つ（佐々木健介の対ラリアット迎撃技「かまいたち」、同型のラリアット迎撃法は小島聡も使用している）。
- ラリアットに来る腕に袈裟斬りチョップを打つ。

## 名称について
アメリカではラリアットのことをクローズラインと呼ぶのが一般的である。語源は洗濯物を干す縄が転じて、道に糸などを張りオートバイなどで通過する人間の首に引っ掛ける罠。アメリカンフットボールで腕を相手の首に引っ掛けて倒す反則としても知られる。フットボーラー時代のスタン・ハンセンは、当時は反則でなかった「腕タックル」としてよく使用していたと著書「魂のラリアット」で述べている。
なお、クローズラインは日本では古くからタッグマッチの連携技としてクロスラインという名称で存在しており、ツープラトンの攻撃として互いの手を繋いでカウンターで相手の首にラリアットと同じ形で攻撃する。1977年3月25日、国際プロレスの横浜文化体育館大会で行われた「IWAワールド・タッグ・トーナメント」決勝戦において、優勝チームのビッグ・ジョン・クイン&クルト・フォン・ヘスがアニマル浜口&寺西勇に繰り出した試合などがラリアットの普及以前から見られた。

## バリエーション

### ランニング系

#### ランニング式
助走して相手の首にラリアットを叩きつける。相手が立っている場合、相手も自身のほうへと向かって走ってくる場合がある。
基本スタイルで考案者のスタン・ハンセンをはじめ、使用者は多数にのぼる。

#### かち上げ式
助走して自身の片腕を上方向に大きく振り上げながら相手の首にラリアットを叩きつける。
- 主な使用者
  - 後藤達俊
  - 小島聡（ウエスタン・ラリアット）
  - 平柳玄藩（昇龍玄藩）
  - YOSHI-HASHI

#### 叩きつけ式
助走して自身の片腕を下方向に振り下げながら相手の首をマットに叩きつけるようにラリアットを決める。
代表的な使用者である長州力の影響が強い人物に使用者が多い。小島聡も使用していたが2002年6月23日にスタン・ハンセンからラリアットの極意を直接伝授されてからは使用していない。
- 主な使用者
  - 長州力（リキ・ラリアット）
  - 佐々木健介
  - 小島聡（ぶん殴りラリアット）
  - 近藤修司（キングコング・ラリアット）

#### 倒れ込み式
助走して前のめりに倒れ込みながら相手の首にラリアットを叩きつける。
- 主な使用者
  - 天龍源一郎
  - 井上雅央（オリャー・ラリアット）
  - ブラックバファロー
  - GAINA（スーパー・ラリアット）
  - 三原一晃（メガトン・ラリアット）

#### 座り込み式
助走して相手の首にラリアットを決めたと同時に自身は、その場に座り込むようにして片腕をぶつけたときの衝撃に加えて、座り込む勢いで相手を倒す衝撃でもダメージを与える。
- 主な使用者
  - 冬木弘道（地団駄ラリアット）
  - 横須賀ススム（ジャンボの勝ち）
  - タダスケ

#### 巻き込み式
ラリアットを放った際、自身の片腕をすぐに離さずに相手の首に巻くようにしながら自身は相手の斜め後ろに回り込み、その勢いで相手をマットに押し倒す。
- 主な使用者
  - ダイナマイト・キッド
  - 黒田哲広

#### 追走式
ロープに走る相手を追いかけるように自身も後をつけてから相手の首にラリアットを叩きつける。
- 主な使用者
  - 後藤洋央紀（特攻ラリアット）

#### 串刺し式
コーナーポストに寄り掛かっている相手の首にラリアットを叩きつける。コーナーに相手を振り、自身もコーナーに走り、相手がコーナーのターンバックルに背中を打ちつけた瞬間に叩きつける。衝撃の逃がし場所がないため、相手は体重が乗ったラリアットを浴びせられて仰け反ったあと前のめりに倒れ込む。
テリー・ゴディの串刺し式ラリアットは魚雷ラリアットとも呼ばれていた。後ろにピッタリ付いてくる姿から背後霊ラリアットとも呼ばれている。
- 主な使用者
  - 阿修羅・原
  - スーパー・ストロング・マシーン
  - 井上雅央
  - 真壁刀義
  - 関本大介
  - 火野裕士

#### ラリアット・ホールド
座り込み式の応用系で助走してラリアットを決めたと同時に自身はマットに座り込むようにして、その勢いで仰向けに倒れ込んだ相手の上に乗りかかり、ラリアットを決めた方腕で相手の頭部を脇に抱えて、もう片方の腕で相手の片足を抱え込んでフォールする。ラリアットからフォールまで途切れなくスムーズな流れなのが特徴。
- 主な使用者
  - 横須賀ススム（ジャンボの勝ち固め）
  - タダスケ

#### スライディング・ラリアット
尻餅をついた相手の首に助走してスライディングをするように体を滑り込ませながらラリアットを叩きつける。
- 主な使用者
  - マイキー・ニコルス
  - 石井智宏

### 延髄式
後頭部式とも呼ばれている。助走して相手の延髄、後頭部にラリアットを叩きつける。
- 主な使用者
  - スタン・ハンセン
  - ボビー・ルード
  - 川田利明

#### サンドイッチ・ラリアット
クロス・ボンバーとも呼ばれている。ツープラトン攻撃で相手の前後から2人が助走して同時に相手の首と延髄にラリアットを叩きつける。現在のプロレスでは危険だとして反則技に指定されている。元々は漫画『キン肉マン』に登場するネプチューンマンとネプチューン・キングの必殺技（詳しくは「キン肉マンのタッグ#タッグ技一覧」を参照）。

#### ジョーブレイカー・ラリアット
ナイジェル・マッギネスのオリジナル技。助走してロープに背中を預けてセカンドロープに両腕を絡ませながらロープを軸に大きく仰け反り、両足を振り上げて再び両足をマットに着地させてロープの反動を利用して相手に走って行き相手の首にラリアットを叩きつける。

### ショートレンジ系

#### ショートレンジ・ラリアット
助走しないで至近距離から相手の首にラリアットを叩きつける。相手の頭、肩、腕などを片腕で掴んで逃がさないように固定して放つ場合もある。
- 主な使用者
  - スタン・ハンセン（ウエスタン・ラリアット）
  - デモリッション・アックス
  - ジェイク・ロバーツ
  - ビッグバン・ベイダー
  - スコット・ノートン（超竜ラリアット）
  - 阿修羅・原（ヒットマン・ラリアット）
  - 小橋建太（剛腕ラリアット）
  - 小島聡（ウエスタン・ラリアット）
  - 荒谷望誉
  - 高岩竜一（超竜ラリアット）
  - 力皇猛
  - 潮崎豪（豪腕ラリアット）
  - 浅川紫悠（リベリオン）

#### かち上げ式（ショートレンジ系）
助走しないで至近距離から自身の腕を上方向に大きく振り上げながら相手の首にラリアットを叩きつける。
平柳玄藩は片腕を大きく後ろに振りかぶりながら後ろに体を捻りつつ低い態勢となって一旦静止したあと、力を込めて一気にラリアットを叩きつける。不意打ちで振りかぶり無しで突如としてラリアットを放つこともある。

#### 引き込み式
向かい合った相手の片腕を掴んで引っ張り、引き寄せた相手の首にラリアットを叩きつける。
- 主な使用者
  - スコット・ノートン

#### 居合抜き式
倒れている相手の頭を片手で鷲掴みにして相手を引き起こして自身の上半身を逆方向へと軽く捻って空いている、もう片腕を大きく振りかぶって上半身を勢いよく振った腕で相手の首にラリアットを叩きつける。
- 主な使用者
  - 小橋建太
  - 潮崎豪

### カウンター式
走ってきた相手の首にカウンターでラリアットを叩きつける。
スタン・ハンセンは相手をハンマースルーでロープに振って返ってきた相手にラリアットを叩きつける。森嶋猛は背後からの攻撃に対して振り向きざまから相手の首にラリアットを叩きつける。
- 主な使用者
  - 小島聡

#### ロコモーション式
連続式、起き上がり小法師式とも呼ばれている。向かい合った相手の片腕を自身の片手で掴み、その腕を引っ張ることで相手の体を引き寄せて相手の首にもう片方の腕でラリアットを叩きつけた後に、相手の腕を引っ張って相手を無理やり引き起こして再度相手の首にラリアットを叩きつける。
- 主な使用者
  - テリー・ゴディ
  - 川田利明
  - 田上明

#### ローリング・ラリアット
相手と向か合わせの状態から利き腕の反対方向に体を捻って、その場で1回転して再び相手の正面を向くときに遠心力を利用して相手の首に利き腕でラリアットを叩きつける。
- 主な使用者
  - GAINA（鳴門海峡）
  - KENTA
  - 諏訪魔
  - 菊田円

### フライング・ラリアット
ジャンピング・ラリアットとも呼ばれている。助走してジャンプしながら相手の首にラリアットを叩きつける。
AKIRAはラリアット放ったあと錐揉み回転しながら着地する。
- 主な使用者
  - ジ・アンダーテイカー
  - スコット・ノートン
  - ジェイソン・ザ・テリブル

### ダイビング・ラリアット
コーナーポスト最上段からジャンプして立っている相手の首にラリアットを叩きつける。
- 主な使用者
  - ロード・ウォリアー・ホーク
  - スティング
  - ザ・バーバリアン
  - ボビー・フルトン
  - ジョニー・エース
  - タマ・トンガ
  - KENTA

### 延髄式（ショートレンジ系）
後頭部式とも呼ばれている。助走しないで至近距離で相手の延髄、後頭部にラリアットを叩きつける。相手の頭、肩、腕などを片腕で掴んで逃がさないように固定して放つ場合もある。
- 主な使用者
  - スタン・ハンセン
  - ボビー・ルード
  - 川田利明

### バックショット・ラリアット
アダム・ペイジのオリジナル技。エプロンサイドからトップロープを利用して前方宙返りしながら、両足をマットに着地させて相手の首に向かってラリアットを叩きつける。
トップロープに両腕を絡ませてトップロープに背中をあずけて両足を振り上げて前方宙返りしながら、両足をマットに着地させて相手の首にラリアットを叩きつけるのもある。

### ダブル・インパクト
ドゥームズデイ・デバイスとも呼ばれている。ロード・ウォリアーズ（ロード・ウォリアー・アニマル、ロード・ウォリアー・ホーク）のオリジナル合体技。アニマルが相手を肩車してコーナー方向に立ち、ホークがコーナー最上段からジャンプして相手の首にラリアットを叩きつける。
全日本プロレスに参戦していた1980年代はアニマルが相手をベアハッグで捕まえてコーナー方向に立ち、ホークがコーナー最上段からジャンプしてラリアットを叩きつけていた。

## 派生技

### ランニング系

#### アックス・ボンバー
ハルク・ホーガンのオリジナル技。助走して片腕を「く」の字に折り曲げて相手の首に折り曲げた片腕を叩きつける。
- 主な使用者
  - 大森隆男
  - 丸藤正道
  - タイチ

### ショートレンジ系

#### レインメーカー
オカダ・カズチカのオリジナル技。 相手の背後に回り込んで相手の腹部の方に左腕を回して、左手で掴んだ相手の右腕を引っ張った勢いで相手の顔を自身の方に振り向かせて、無防備になった相手の首目掛けて右腕でラリアットを叩きつけて相手の体をなぎ倒す。場合によってはアックス・ボンバーのように片腕を、ぶつける体勢になることもある。

#### ハンマーロック・ラリアット
相手の左腕をハンマーロックで捕らえて腕を離さずに相手の右脇下をくぐって正面に移動して勢いよく右腕でラリアットを叩きつける。
- 主な使用者
  - CMパンク
  - チェーズ・オーエンズ

#### デス・パニッシュ
齋藤彰俊のオリジナル技。「死神の処罰」の意。相手をリバースDDTの体勢に捕らえて相手の首にラリアットを叩きつける。

### レッグ・ラリアット系

#### レッグ・ラリアット
ジャンボ鶴田のオリジナル技。立っている相手の正面から助走を付けてジャンプして片足の太腿又は脛を相手の顔面に叩きつける。一見するとジャンピング・ニー・バットが横に流れた感じに見える。評判が悪かったようで数回の使用で封印している。

#### 稲妻レッグ・ラリアット
木村健悟のオリジナル技。助走してジャンプしながら体の重心を横方向へと傾けて片足を前方に振り出してスネを相手の首に叩きつける。
漫画『キン肉マン』に登場するラーメンマンはジャンプしながら回し蹴り風に足を振り出してスネを相手の首に叩きつける。
- 主な使用者
  - 垣原賢人

#### ゼロ戦キック
ジャンボ鶴田のレッグ・ラリアットの派生技で菊地毅が考案したオリジナル技。ドロップキックを仕掛けるような感じでジャンプしながら体を横方向へと軽く捻り、相手に背中を向けた状態で片足を後方に振り出して脹脛のあたりで相手の顔を蹴り飛ばす。決めたあとは自身は腹這いの状態で着地することが多い。
コーナー最上段からジャンプして相手の顔を蹴り飛ばすダイビング式もある。
- 主な使用者
  - 愛澤No.1

#### スカルドロン・サンダー
ジョージ高野が「ザ・コブラ」と名乗っていた時期に考案したオリジナル技。リングに背を向けた状態でコーナーのトップロープを掴み、ジャンプしてセカンドロープに両足で跳び乗って上半身を左方向へと捻ってリングの方にジャンプして、空中で振り抜いた右足の甲でコーナー側にいた相手の胸板を蹴り飛ばす。

#### ラスト・インプレッション
ダグ・バシャムのオリジナル技。助走して相手に正面から近づいて右足を振り上げるようにジャンプして、相手の喉元に右足の脹脛のあたりを叩きつけて相手の喉に右足を引っ掛けたまま自身は尻餅をつく形で落下して衝撃で後ろに、ひっくり返った相手の後頭部や背中を叩きつける。

### 投げ技系

#### ゴールデン・アーム・ボンバー
輪島大士のオリジナル技。ロープから返ってきた相手の喉に片腕を巻き付けて持ち上げて、自ら前方に倒れ込むことで相手を背面から押し倒して相手の後頭部を叩きつける。
カウンターではなく立っている相手にラリアット叩きつける場合はアーム・ボンバーと呼ばれている。
- 主な使用者
  - 田上明

#### 天上玄藩
平柳玄藩のオリジナル技。正面から相手の両腋の下あたりを自身の両腕で抱えて上方へ高く持ち上げて、空中で相手が仰向けになるように放り投げて仰向けで落ちてくる最中の相手の首にラリアットをマットの下へ叩きつける。走ってくる相手へのカウンターとしての使用が多い。

## フィクションにおける派生技

### 喧嘩（クォーラル）ボンバー
漫画『キン肉マン』に登場するネプチューンマンのオリジナル技。助走しながら鍛え上げた左腕を相手の首にラリアットを叩きつける。キン肉星王位争奪編では正体を隠してザ・サムライと名乗っていたため、「居合斬りボンバー」の名称で使用していた。
- 主な使用者
  - ネプチューン・キング

### バッファロー・ハンマー
漫画『キン肉マン』に登場するバッファローマンのオリジナル技。腕に装着したバッファローサポーター部分を相手の首にラリアットを叩きつける。
- 主な使用者
  - キン肉マンソルジャー

### キャノン・ラリアット
漫画『キン肉マン』に登場するキャノン・ボーラーのオリジナル技。鍛え上げた右腕を相手の首にラリアットを叩きつける。